# 齊格威爾站
齊格威爾站（英語：Chigwell tube station）是倫敦地鐵的一個車站，位於埃塞克斯郡齊格威爾。齊格威爾站是中央線的車站，其兩側車站是格蘭治山站和羅丁谷站，位於倫敦第4收費區。車站開通於1903年5月1日。

## 外部連結
- London Transport Museum Photographic Archive （页面存档备份，存于）
  - Booking hall of Chigwell station, 1955